# Антиглобалистички покрет
Антиглобалистички покрет је термин који се најчешће користи да опише и уопшти друштвене групе које протестују против глобалних трговинских споразума, негативних ефеката слободне трговине на сиромашан свет, угрожавања животне средине и међународних војних интервенција, односно који страхују од негативних последица глобализације. Антиглобалистичке групе се боре за смањење моћи и утицаја међународних корпорација и организација као што су Светска банка, економске и политичке алијансе нација и трговачки уговори који утичу на нације, људе и природно окружење.

## Термин
Термин „антиглобализам“ је медијска кованица и сами учесници овог покрета често себе називају другим именима, попут „Покрет за глобалну правду“, „алтерглобалистички покрет“, „покрет свих покрета“ исл.
Многи активисти сматрају да је појам „антиглобализам“ заправо погрешан, те да је скројен у сврху стварања непрецизне и упрошћене слике о покрету, те да је у својој природи негативан, и да асоцира на протекционизам и национализам. Покрет је у својој суштини самосвестан, интернационалистички, са тежњом ка глобалном организовању. Битно својство му је солидарност са угњетаваним људима широм света, односно оним чија су права потпуно или делимично ускраћена.
Број антиглобалистичких група је несагледиво велик, али углавном се могу свести на леве и десне, и радикалне и реформистичке.

## Глобални протести
- Алтерглобалисти се од 2001. састају једном годишње на Светском социјалном форуму.
- 1999. у Сијетлу против СТО
- 2000. у Прагу против ММФ и Светске банке
- 2001. у Ђенови против Г8